# Saison 2017-2018 de l'AFC Bournemouth
Chronologie
Saison précédente Saison suivante
La saison 2017-2018 de l'AFC Bournemouth est la 3e saison du club en Premier League. Le club est en compétition pour le Championnat d'Angleterre, la Coupe d'Angleterre et la Coupe de la Ligue anglaise.

## Équipe première

### Effectif
| N°                 | Nat                                            | Nom                            | Date de naissance (Âge) | Depuis          | Matchs          | Buts            | En provenance de        |
| Gardiens de but    | Gardiens de but                                | Gardiens de but                | Gardiens de but         | Gardiens de but | Gardiens de but | Gardiens de but | Gardiens de but         |
| ------------------ | ---------------------------------------------- | ------------------------------ | ----------------------- | --------------- | --------------- | --------------- | ----------------------- |
| 1                  | Drapeau de la Pologne                          | Artur Boruc                    | 20 février 1980         | 2015            | 107             | 0               | Southampton FC          |
| 12                 | Drapeau de l'Angleterre                        | Aaron Ramsdale                 | 14 mai 1998             | 2017            | 0               | 0               | Sheffield United        |
| 27                 | Drapeau de la Bosnie-Herzégovine               | Asmir Begović                  | 20 juin 1987            | 2017            | 2               | 0               | Chelsea FC              |
| 32                 | Drapeau de l'Australie                         | Adam Federici                  | 31 janvier 1985         | 2015            | 16              | 0               | Reading FC              |
| Défenseurs         |                                                |                                |                         |                 |                 |                 |                         |
| 2                  | Drapeau de l'Angleterre                        | Simon Francis (capitaine)      | 16 février 1985         | 2012            | 254             | 3               | Charlton Athletic       |
| 3                  | Drapeau de l'Angleterre                        | Steve Cook                     | 19 avril 1991           | 2012            | 232             | 15              | Brighton & Hove Albion  |
| 5                  | Drapeau des Pays-Bas                           | Nathan Aké                     | 18 février 1995         | 2017            | 14              | 3               | Chelsea FC              |
| 11                 | Drapeau de l'Angleterre                        | Charlie Daniels                | 7 septembre 1986        | 2012            | 204             | 15              | Leyton Orient           |
| 14                 | Drapeau de l'Australie                         | Brad Smith                     | 9 avril 1994            | 2016            | 8               | 0               | Liverpool FC            |
| 15                 | Drapeau de l'Angleterre                        | Adam Smith                     | 29 avril 1991           | 2014            | 165             | 4               | Tottenham Hotspur       |
| 26                 | Drapeau de l'Angleterre                        | Tyrone Mings                   | 13 mars 1993            | 2015            | 11              | 0               | Ipswich Town            |
| 29                 | Drapeau du pays de Galles                      | Rhoys Wiggins                  | 4 novembre 1987         | 2016            | 72              | 2               | Sheffield Wednesday     |
| Milieux de terrain |                                                |                                |                         |                 |                 |                 |                         |
| 4                  | Drapeau de l'Angleterre                        | Dan Gosling                    | 1er février 1990        | 2014            | 90              | 12              | Newcastle United        |
| 6                  | Drapeau de l'Angleterre                        | Andrew Surman (vice-capitaine) | 20 août 1986            | 2014            | 171             | 9               | Norwich City            |
| 7                  | Drapeau de l'Angleterre                        | Marc Pugh                      | 2 avril 1987            | 2010            | 286             | 54              | Hereford United         |
| 8                  | Drapeau de l'Irlande                           | Harry Arter                    | 28 décembre 1989        | 2010            | 241             | 28              | Woking FC               |
| 16                 | Drapeau de l'Angleterre                        | Lewis Cook                     | 3 février 1997          | 2016            | 9               | 0               | Leeds United            |
| 19                 | Drapeau de l'Angleterre                        | Junior Stanislas               | 26 novembre 1989        | 2014            | 67              | 14              | Burnley FC              |
| 22                 | Drapeau des États-Unis                         | Emerson Hyndman                | 9 avril 1996            | 2016            | 3               | 0               | Fulham FC               |
| 23                 | Drapeau de l'Angleterre                        | Connor Mahoney                 | 12 février 1997         | 2017            | 0               | 0               | Blackburn Rovers        |
| 24                 | Drapeau de l'Écosse                            | Ryan Fraser                    | 24 février 1994         | 2013            | 103             | 9               | Aberdeen FC             |
| 33                 | Drapeau de l'Angleterre                        | Jordon Ibe                     | 8 décembre 1995         | 2016            | 28              | 0               | Liverpool FC            |
| Attaquants         |                                                |                                |                         |                 |                 |                 |                         |
| 9                  | Drapeau de la république démocratique du Congo | Benik Afobe                    | 12 février 1993         | 2016            | 50              | 10              | Wolverhampton Wanderers |
| 13                 | Drapeau de l'Angleterre                        | Callum Wilson                  | 27 février 1992         | 2014            | 84              | 34              | Coventry City           |
| 17                 | Drapeau de la Norvège                          | Joshua King                    | 15 janvier 1992         | 2015            | 73              | 23              | Blackburn Rovers        |
| 18                 | Drapeau de l'Angleterre                        | Jermain Defoe                  | 7 octobre 1982          | 2017            | 2               | 0               | Sunderland              |
| 31                 | Drapeau de la France                           | Lys Mousset                    | 8 février 1996          | 2016            | 15              | 0               | Le Havre AC             |

### Staff managérial
| Emploi                      | Staff              |
| --------------------------- | ------------------ |
| Entraîneur                  | Eddie Howe         |
| Entraîneur adjoint          | Jason Tindall      |
| Entraîneurs de l'équipe pro | Simon Weatherstone |
| Entraîneurs de l'équipe pro | Steve Fletcher     |
| Entraîneur des gardiens     | Neil Moss          |
| Physiothérapeute            | Steve Hard         |

Source : http://www.afcb.co.uk

### Tenues
Équipementier : Umbro
Sponsor : Mansion.com
| Domicile | Extérieur | Autre |

## Transferts

### Mercato d'été

#### Arrivées
| Numéro | Poste | Joueur        | En provenance de | Montant        | Date             | Source |
| ------ | ----- | ------------- | ---------------- | -------------- | ---------------- | ------ |
| 5      | DEF   | Nathan Aké    | Chelsea          | 22,8 M€        | 1er juillet 2017 | [ 1 ]  |
| 27     | GB    | Asmir Begović | Chelsea          | 11,5 M€        | 1er juillet 2017 | [ 2 ]  |
| 18     | ATT   | Jermain Defoe | Sunderland       | Transfert libe | 1er juillet 2017 | [ 3 ]  |

#### Départs
| Numéro | Poste | Joueur        | Destination | Montant         | Date        | Source |
| ------ | ----- | ------------- | ----------- | --------------- | ----------- | ------ |
| 34     | ATT   | Harry Cornick | Luton Town  | Transfert libre | 8 août 2016 | [ 4 ]  |

##### Prêts
| Numéro | Poste | Joueur        | Destination    | Début           | Fin          | Source |
| ------ | ----- | ------------- | -------------- | --------------- | ------------ | ------ |
| 21     | GB    | Ryan Allsop   | Blackpool      | 18 juillet 2017 | 30 juin 2018 | [ 5 ]  |
| 28     | ATT   | Lewis Grabban | Sunderland     | 26 juillet 2017 | 30 juin 2018 | [ 6 ]  |
| 10     | ATT   | Max Gradel    | Toulouse FC    | 16 août 2017    | 30 juin 2018 | [ 7 ]  |
| 38     | DEF   | Baily Cargill | Fleetwood Town | 17 août 2017    | 30 juin 2018 | [ 8 ]  |

### Activité globale
| Mercato d'été : 34,3 M€ Mercato d'hiver : 0 M€ Total : 34,3 M€ | Mercato d'été : 0 € Mercato d'hiver : 0 € Total : 0 € | Mercato d'été : 34,3 M€ Mercato d'hiver : 0 M€ Total : 34,3 M€ |

## Compétitions

### Premier League

#### Classement
| Rang | Équipe             | Pts | J  | G  | N  | P  | Bp | Bc | Diff |
| ---- | ------------------ | --- | -- | -- | -- | -- | -- | -- | ---- |
| 10   | Newcastle United P | 44  | 38 | 12 | 8  | 18 | 39 | 47 | −8   |
| 11   | Crystal Palace     | 44  | 38 | 11 | 11 | 16 | 45 | 55 | −10  |
| 12   | AFC Bournemouth    | 44  | 38 | 11 | 11 | 16 | 45 | 61 | −16  |
| 13   | West Ham United    | 42  | 38 | 10 | 12 | 16 | 48 | 68 | −20  |
| 14   | Watford FC         | 41  | 38 | 11 | 8  | 19 | 44 | 64 | −20  |

## Statistiques

### Meilleurs buteurs
Inclut uniquement les matches officiels. La liste est classée par numéro de maillot lorsque le total des buts est égal.
| R      | No.    | Pos    | Nom             | Premier League | Coupe d'Angleterre | Coupe de la Ligue | Total |
| ------ | ------ | ------ | --------------- | -------------- | ------------------ | ----------------- | ----- |
| 1      | 7      | MIL    | Marc Pugh       | 0              | 0                  | 1                 | 1     |
| 1      | 11     | DEF    | Charlie Daniels | 1              | 0                  | 0                 | 1     |
| 1      | 24     | MIL    | Ryan Fraser     | 0              | 0                  | 1                 | 1     |
| TOTAUX | TOTAUX | TOTAUX | TOTAUX          | 4              | 0                  | 0                 | 5     |

Mise à jour : 26 août 2017

Source : Rapports de matches officiels

### Discipline
Inclut uniquement les matches officiels. La liste est classée par numéro de maillot lorsque le total des cartons est égal.
| R      | No.    | Pos    | Nom         | Premier League | Premier League | Coupe d'Angleterre | Coupe d'Angleterre | Coupe de la Ligue | Coupe de la Ligue | Total  | Total        |
| R      | No.    | Pos    | Nom         | Averti         | Carton rouge   | Averti             | Carton rouge       | Averti            | Carton rouge      | Averti | Carton rouge |
| 1      | 3      | DEF    | Steve Cook  | 2              | 0              | 0                  | 0                  | 0                 | 0                 | 2      | 0            |
| 1      | 8      | MIL    | Harry Arter | 2              | 0              | 0                  | 0                  | 0                 | 0                 | 2      | 0            |
| 1      | 15     | DEF    | Adam Smith  | 1              | 0              | 0                  | 0                  | 1                 | 0                 | 2      | 0            |
| 3      | 5      | DEF    | Nathan Aké  | 1              | 0              | 0                  | 0                  | 0                 | 0                 | 1      | 0            |
| 3      | 31     | ATT    | Lys Mousset | 0              | 0              | 0                  | 0                  | 1                 | 0                 | 1      | 0            |
| TOTAUX | TOTAUX | TOTAUX | TOTAUX      | 6              | 0              | 0                  | 0                  | 2                 | 0                 | 8      | 0            |

Mise à jour : 26 août 2017

Source : Rapports de matches officiels

### Total
| Matches joués                 | 4 (3 Premier League, 1 Coupe de la Ligue)                                            |
| Matches gagnés                | 1 (1 Coupe de la Ligue)                                                              |
| Matches nuls                  | 0                                                                                    |
| Matches perdus                | 3 (3 Premier League)                                                                 |
| Buts marqués                  | 3 (1 Premier League, 2 Coupe de la Ligue)                                            |
| Buts concédés                 | 6 (5 Premier League, 1 Coupe de la Ligue)                                            |
| Différence de buts            | -3 (-4 Premier League, +1 Coupe de la Ligue)                                         |
| Matches sans encaisser de but | 0                                                                                    |
| Cartons jaunes                | 8 (6 Premier League, 2 Coupe de la Ligue)                                            |
| Cartons rouges                | 0                                                                                    |
| Meilleur résultat             | Victoire 2 - 1 (Extérieur) contre Birmingham City - Coupe de la Ligue - 22 août 2017 |
| Pire résultat                 | Défaite 0 - 2 (Extérieur) contre Watford - Premier League - 19 août 2017             |

Mise à jour : 26 août 2017

Source : Rapports de matches officiels